# Arenaria standleyi
Arenaria standleyi är en nejlikväxtart som beskrevs av Charles Baehni och Macbride. Arenaria standleyi ingår i släktet narvar, och familjen nejlikväxter. Inga underarter finns listade i Catalogue of Life.